# 硫化ビスマス(III)
硫化ビスマス(III)（りゅうかビスマス、英: Bismuth(III) sulfide）はビスマスの硫化物で、化学式Bi2S3で表される無機化合物。ビスマス原子に対して硫黄原子7個がキャップ付き三角柱状に配位した結晶構造をもつ。天然には輝蒼鉛鉱として産出する。主に、他のビスマス化合物の合成原料として用いられる。

## 合成
三価のビスマスと硫化水素の反応により生成する。
{\displaystyle {\ce {{2Bi^{3+}}+{3H2S}->{Bi2S3}+6H^{+}}}}
石英管中にビスマスと硫黄を封入し、96時間500℃に加熱し続けることによっても得られる。
{\displaystyle {\ce {{2Bi}+ 3S -> Bi2S3}}}